# Хакор
Хакор или Хагар, такође познат по хеленизованим облицима Ахорис или Хакорис, био је староегипатски фараон из 29. династије. Његова владавина означава врхунац ове слабе и кратковечне династије, која је постојала само 13 година.